# Ånholm, Brändö
Ånholm är en före detta ö som vuxit ihop med den större ön Brunnsö i byn Torsholma i Brändö kommun på Åland.

## Etymologi
Förledet i Ånholm kommer från fornsvenskans 'arn' för örn. I dialekt har a-ljudet förlängts och övergått till å. Öar med namnen Ånholm eller Ånholmen förekommer i Finland i Brändö och Kumlinge på Åland, i Åbolands skärgård och i Borgå.
I de flesta åländska dialekter har a-ljudet bevarats, till exempel förledet i Arnholm i Geta.